# Monster Hunter Tri
Monster Hunter Tri (svenska: Monsterjägare 3) är ett för Wii exklusivt online-äventyrs-rollspel, utgivet av japanska Capcom. Först tänkt att bli ett Playstation 3-spel, men då utvecklingskostnaderna blev för höga valde Capcom att släppa spelet exklusivt för Nintendos konsol Wii. Likt de tidigare upplagorna i serien, Monster Hunter och Monster Hunter 2 ska spelaren nedkämpa eller fånga monster i en fantasivärld. Spelet släpptes i Japan den 1 augusti 2009 och såldes över en halv miljon exemplar den första veckan. Under 2009 meddelande Capcom att den nordamerikanska lanseringen skulle skjutas upp till efter 1 april 2010.
En utökad portering vid namn Monster Hunter 3 Ultimate släpptes senare till Nintendo 3DS och Wii U.